# Station relais de pompage
Une station relais de pompage a pour rôle de rehausser la pression d'un hydrocarbure (pétrole par exemple), durant son transport dans un oléoduc, afin de compenser la perte de charge qu'il subit le long du parcours. Une station relais est équipée de pompes centrifuges, actionnées  par des moteurs électriques, Diesel ou des turbines à gaz.
La puissance de ces pompes est fonction : de la configuration du terrain (altitude, accidenté ou pas), de la distance séparant deux stations relais, ainsi que de la densité et de la viscosité du produit transporté. Pour éviter la cavitation la pression résiduelle à l'entrée d'une pompe doit être supérieure à sa capacité d'aspiration (NPSH). Ces stations relais sont généralement contrôlé et régulé à distance.